# Universität der Färöer
Die Universität der Färöer (Färöisch: Fróðskaparsetur Føroya – Fróðskaparsetur, heißt wörtlich „Sitz der Wissenschaft“ und ist ein Synonym von universitet, dänisch für „Universität“) wurde am 20. Mai 1965 als Academia Færoensis gegründet und hat seit 1990 den Status einer Universität. Die Universität der Färöer mit Sitz in Tórshavn ist Mitglied der Universität der Arktis.
Träger ist die Landesregierung der Färöer. Die Uni gehört zum Ressort des Kulturministers. Das Präsidium der Universität wird alle drei Jahre neu gewählt. Ihm gehören neben dem Rektor die Studiendekane der drei Fakultäten an.

## Geschichte

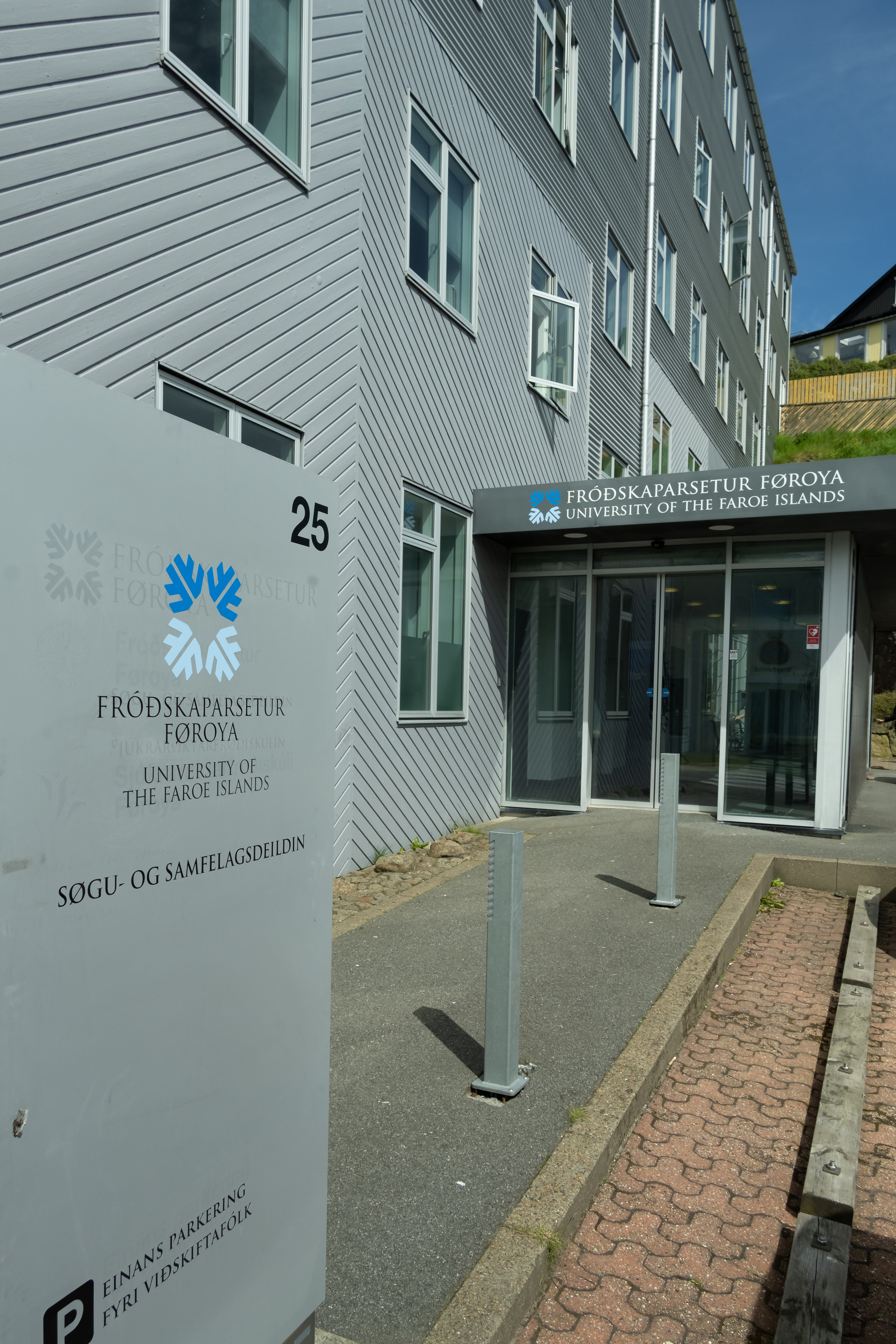
Eingangsbereich

Die Universität geht auf die wissenschaftliche Akademie Føroya Fróðskaparfelag zurück, die 1952 gegründet wurde als Folge einer neu erwachten Nationalbewegung nach der britischen Besetzung der Färöer im Zweiten Weltkrieg, als die junge Elite des Landes zum großen Teil in Kopenhagen festsaß und an der dortigen Uni ausgebildet wurde.
Nach ihrer Heimkehr 1945 setzten sie eine politische Bewegung in Gang, aus der auch die links-republikanische Partei Tjóðveldisflokkurin hervorging. Sie befanden sich in der Kontinuität der vorigen Generationen (Weihnachtstreffen der Färöer 1888, färöischer Sprachstreit), die ebenfalls kulturelle Forderungen zusammen mit politischen stellten.
Die Akademie setzte sich zum Ziel, eine eigene Universität zu etablieren, u. a. um der färöischen Sprachwissenschaft eine angemessene Institution zu geben. Davor gab es nur ein Lehrerseminar (Føroya Læraraskúli) in Tórshavn. Mittlerweile ist das Lehrerseminar in die Universität eingegliedert worden.

## Studium

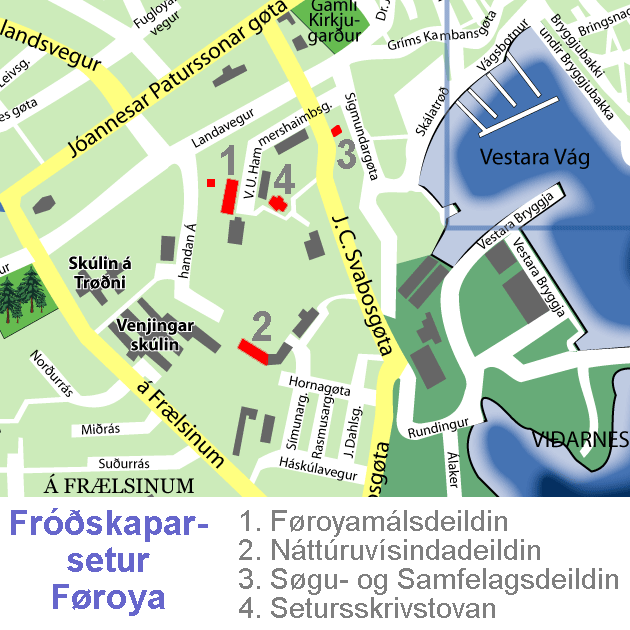
Lage der Universitätsgebäude am kleinen Stadtpark namens Viðarlundin á Debesartrøð

Die Universität der Färöer hat zwei Fakultäten (megindeildir):
- Megindeildin fyri hugvísindi, samfelagsvísindi og námsvísindi – Fakultät für Geistes-, Sozial- und Erziehungswissenschaften.

Dekanin ist Malan Marnersdóttir.
Die Fakultät verfügt über drei Institute:
Føroyamálsdeildin – Institut für Färöische Sprach- und Literaturwissenschaft (weltweit einzigartig). Seit 1974 gibt es hier einen zweijährigen Studiengang der Skandinavistik mit Schwerpunkt Färöisch und seit 1987 auch ein vierjähriges Studium, das mit einem Magister abgeschlossen wird. Die Fakultät ist auch Sitz des Färöischen Sprachrats, der die Sprachpolitik des Landes steuert.
Námsvísindadeildin – Institut für Erziehungswissenschaften. Im August 2008 der Universität angegliedert.
Søgu & Samfelagsdeildin – Institut für Geschichte und Soziologie. Das Institut existiert seit 1986 und bietet eine ganze Reihe unterschiedlicher Studiengänge an, vom einjährigen Grundkurs bis zum vierjährigen Hauptstudium. Wirtschaftswissenschaften werden hier ebenso vermittelt wie Fremdsprachen.
- Megindeildin fyri náttúruvísindi og heilsuvísindi – Fakultät für Natur- und Gesundheitswissenschaften.

Dekan ist Hans Pauli Joensen.
Die Fakultät verfügt über zwei Institute:
Náttúruvísindadeildin – Institut für Naturwissenschaft. Hier werden Informatik, Physik, Geophysik, Erdöl-Ingenieurwissenschaft, Elektrotechnik und Biologie gelehrt.
Sjúkrarøktarfrøðideildin – Institut für Krankenpflege. Im August 2008 der Universität angegliedert.
Im September 2013 waren 670 Studierende (Bachelor/Master/Ph.d.) an der Universität eingeschrieben, darunter 474 Frauen, was einem prozentualen Anteil von 71 % entspricht. 1999 gab es dagegen erst 100 Studenten.
2003 machten hier 24 Studierende ihren Abschluss, darunter waren 7 Frauen. Dies entsprach etwa 7 % aller Absolventen von höheren Bildungseinrichtungen auf den Färöern (Fachhochschulen und dergleichen). 
Abschlüsse an der Universität der Färöer werden international anerkannt. Nicht wenige Absolventen setzen ihr Studium im Ausland fort, oft zum Beispiel schon nach dem zweijährigen Skandinavistik-Grundstudium.
Einen Rückschluss auf den Akademikeranteil in der Bevölkerung erlauben diese Zahlen nicht, da etwa 90 % der färöischen Studenten direkt nach dem Abitur ins Ausland gehen. 93 % von ihnen werden in Dänemark ausgebildet, die anderen in Norwegen, Schweden, Island, Großbritannien oder in den USA.
An der färöischen Uni werden auch Kurse für die Allgemeinbevölkerung angeboten. Zum 40. Jubiläum 2005 gab es eine besondere Veranstaltungsreihe Setrið á ferð („die Uni unterwegs“), bei der Dozenten überall im Land Vorlesungen hielten. Beispielsweise referierte der damalige Unirektor, Jóan Pauli Joensen, am 19. Mai in Bøur über das Grindadráp als Vorbereitung auf sein neues Buch zu diesem Thema.
Für Ausländer besonders interessant ist das Sommerinstitut, ein 20-tägiger Intensivkurs in Färöisch, der in der Regel alle zwei Jahre angeboten wird. Das Programm für 2006 sah beispielsweise vor:
- 50 Stunden färöische Grammatik und Sprachübungen
- 20 Stunden Linguistik und Landeskunde
- zwei Exkursionen zu historischen und Naturdenkmälern.

## Bedeutung
Für die Wirtschaft der Färöer hat die Universität keine unmittelbare Bedeutung, da Fischerei und Seefahrt an eigenen Fachhochschulen gelehrt werden.
Die kulturelle Bedeutung ist hingegen immens. 1998 erschien hier das erste färöische Wörterbuch, das Føroysk Orðabók. Davor gab es nur die Wörterbücher Färöisch-Dänisch und Dänisch-Färöisch. Dieses Projekt war seit Jahrzehnten eines der Hauptanliegen und kann als gelungen betrachtet werden. Das Wörterbuch verfügt über 65.000 Stichwörter aus allen Fachgebieten, beschreibt jedes Wort anhand von Synonymen, bietet zahlreiche Illustrationen (von Bárður Jákupsson) an, Redewendungen und Literaturbelege. Zu allen Wörtern werden Klassen genannt, die im Anhang in bis dahin unerreichter Tiefe aufgeschlüsselt werden; so sind dort beispielsweise 53 Deklinationen männlicher Hauptwörter aufgeführt.
Bahnbrechend war auch 2004 die Herausgabe der ersten umfassenden färöischen Grammatik, Faroese. An Overview and Reference Grammar, die bei der Klassifizierung zwar nicht dem gleichen System folgt, aber das Orðabók der Außenwelt zugänglich macht. Beides sind die heute gültigen Standardwerke zur färöischen Sprache.
Die an der Uni gelehrte färöische Sprach- und Literaturwissenschaft trägt maßgeblich zur Sprachentwicklung und damit zum kulturellen Bewusstsein der ganzen Nation bei. Das betrifft auch die Forschung über die Geschichte der Färöer und die Vermittlung der Naturwissenschaften in der eigenen Sprache.
Alle Färöischlehrer des Landes können inzwischen einen Abschluss an der heimischen Universität vorweisen, ebenso Geschichts-, Biologie-, Mathematik- und Chemielehrer.

## Professoren
- Christian Matras (1900–1988), ab 1965 bis 1971, Sprach- und Literaturwissenschaft
- Mortan Nolsøe, ab 1986, Folklore
- Jóhan Hendrik Winther Poulsen (1934–2022), ab 1986, Nordistik, speziell Färöische Sprachwissenschaft
- Hans Jacob Debes (1940–2003), ab 1987 bis 1990, Geschichtswissenschaften
- Jóan Pauli Joensen, ab 1989, Zivilisationsgeschichte und Sozialanthropologie
- Magnus Danielsen, ab 1991, Elektrotechnik
- Arne Nørrevang, ab 1995, Biologie
- Eyðun Andreassen, ab 1996, Folklore
- Dorete Bloch (1943–2015), ab 2001, Zoologie
- Malan Marnersdóttir (* 1952), ab 2004, Literaturwissenschaft
- Bogi Hansen, ab 2006, Meereskunde